# Iverix

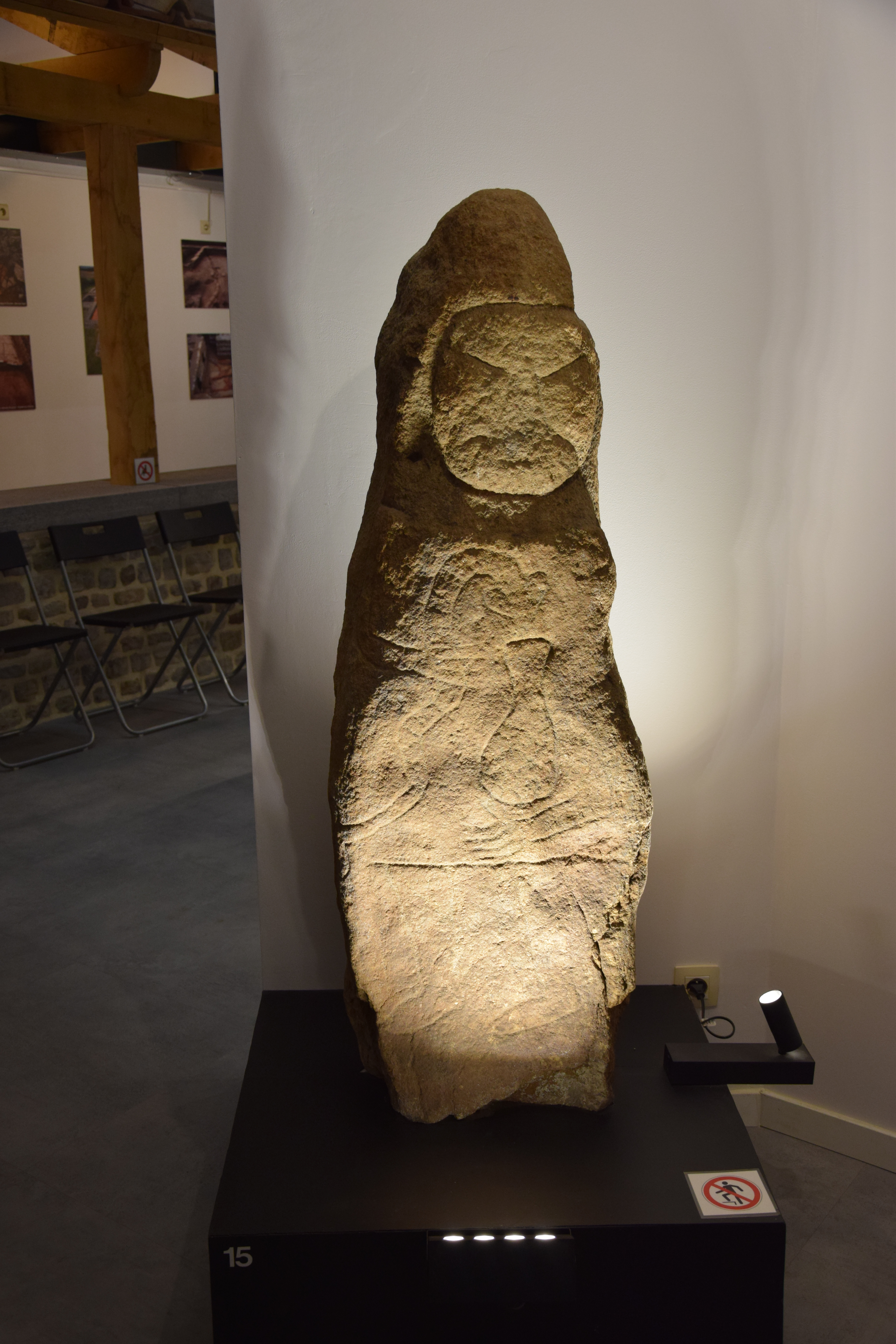
De antropomorfe menhir van Macquenoise

Iverix was een Keltische godheid wiens naam betekent koning van de taxus. Het is een van de enige goden uit het gebied van de Belgae waarvan een beeld werd teruggevonden.
De godheid is alleen bekend uit een inscriptie op een pre-Keltische menhir die in de Gallo-Romeinse periode is bijgekapt tot een mannenfiguur. Deze antropomorfe menhir is in 1969 gevonden in het Belgische dorp Macquenoise, dicht bij de Franse grens in de provincie Henegouwen. De weergegeven figuur draagt een kapmantel en houdt in de rechterhand een slang of iets dergelijks vast. De inscriptie op de zijkant is te lezen als 'IVIIRICCI', waarbij de dubbele I te begrijpen is als E en de dubbele C als X. De laatste I wijst vermoedelijk op een datief. Keltoloog en ULB-professor Claude Sterckx leest dus 'aan' of 'voor Iverix'. Volgens hem betekent het woord mogelijk zoveel als 'de koning (of de god) van de taxus'. Het Gallische ivros is verwant aan het eveneens Gallische eburos, dat we kennen van de Eburonen en 'taxus' betekent, een boom die bij de Kelten een magische betekenis had en onder meer voor het leven en de dood stond, vanwege de giftige eigenschappen van de plant. De Keltische koning Catuvolcus pleegde volgens Julius Caesar bijvoorbeeld zelfmoord door het innemen van taxusgif.
De slang die de figuur vasthoudt, is wellicht veelbetekenend. In veel culturen, waaronder de Keltische, was de slang het symbool van de schepping en de wedergeboorte, onder meer omdat het beest regelmatig vervelt en zo eigenlijk zichzelf weet te vernieuwen. De vorm van het dier wordt dan weer vergeleken met de penis of de navelstreng. Slangengif kan doden, maar kent ook geneeskrachtige toepassingen, net als het gif van de taxus. 
Op grond van deze en verschillende andere argumenten, vermoedt Sterckx dat de Iverix uit Charleroi de plaatselijke voorstelling is van de Keltische oppergod, die leven en dood in handen heeft. Iverix zou dus kunnen worden vergeleken met de Ierse Dagda.
De menhir bevindt zich in het archeologisch museum van Charleroi. De steen zou uit het neolithicum dateren, maar moet later, tijdens de Gallo-Romeinse periode, bijgewerkt zijn. Onder invloed van de Romeinen begonnen de Belgae hun goden immers te veruiterlijken, iets wat ze daarvoor uiterst zelden tot nooit deden. Ook de inscriptie in Latijnse letters verraadt Romeinse inmenging.

## Voetnoten
1. ↑  Herman Clerinx, De god met de maretak. De Kelten en de Lage Landen, 2023, p. 60-61

Abnoba · 
Ancamna ·
Andarta ·
Andraste ·
Anu ·
Artio · 
Arduinna · 
Arvernorix · 
Aufaniae · 
Ategnissa · 
Aveta · 
Badb ·
Banba ·
Belenos ·
Belisama · 
Bormo · 
Branwen ·
Breg ·
Bres ·
Breogán ·
Brigantia · 
Bussurigios · 
Cailleach ·
Camulos ·
Caturix · 
Cernunnos ·
Cicollos · 
Cissonius · 
Cú Chulainn ·
Dagda ·
Danu ·
Domnu ·
Epona ·
Ériu ·
Esus ·
Fand ·
Fódla ·
Gontia · 
Grannus · 
Gwendolyn ·
Herecura · 
Icovellauna · 
Intarabis · 
Inciona ·
Iouga ·
Lí Ban ·
Litavis · 
Llŷr ·
Loucetius · 
Lugh ·
Lugos · 
Luxovius ·
Macha ·
Marrigu ·
Matres ·
Mogons · 
Mogontia · 
Morrigan ·
Nemain ·
Nemetona · 
Ogma ·
Ogmios · 
Poeninus · 
Ritona · 
Rhenus · 
Rosmerta · 
Seela ·
Sequana ·
Sídhe ·
Suleviae ·
Taranis · 
Toutiorix · 
Teutanus · 
Teutates ·
Tuatha Dé Danann ·
Vassocaletis · 
Vellaunus ·
Vosegus · 
Xulsigiae